# Halichoeres maculipinna
Halichoeres maculipinna (Müller & Troschel, 1848) è un pesce di acqua salata appartenente alla famiglia Labridae.

## Habitat e Distribuzione
Proviene dalle barriere coralline dell'ovest dell'oceano Atlantico. È stato localizzato soprattutto nel Golfo del Messico, dalle Bermuda, lungo le coste del Carolina del Nord e del Brasile. È molto comune nelle zone dove l'acqua è poco profonda (2–24 m), dove sono presenti vegetazione acquatica e in particolare l'alga Sargassum.

## Descrizione
Presenta un corpo leggermente compresso ai lati, molto allungato, con un muso appuntito ed occhi grandi. Le pinne sono trasparenti, ma sulla pinna dorsale, che a volte presenta sfumature rossastre, c'è un ocello nero. La pinna anale è abbastanza corta, mentre la pinna caudale non è per niente biforcuta. Non supera i 18 cm.
Come nelle altre specie del genere Halichoeres, la livrea compie drastici cambiamenti nel corso della vita del pesce. Negli esemplari giovani il ventre è bianco e il dorso marrone-rossiccio; il corpo è attraversato da due linee orizzontali, una nera, sotto, più spessa, e una gialla, che partono da sopra la bocca, attraversano gli occhi, che sono rossi, e terminano sul peduncolo caudale. 
La colorazione non molto sgargiante degli esemplari giovanili ha in realtà una funzione difensiva, infatti somiglia molto ai giovani delle aggressive cernie del genere Mycteroperca.
Invece, nei maschi adulti, il dorso e la pinna dorsale sono verdastri, e sui fianchi è presente una fascia gialla orizzontale. La testa è striata di rosso, mentre la pinna caudale presenta sfumature bluastre. Al centro del corpo è presente una macchia nera.

## Biologia

### Comportamento
Gli esemplari di questa specie sono prevalentemente solitari, eccetto durante il periodo riproduttivo.

### Alimentazione
Ha una dieta varia, prevalentemente carnivora, composta soprattutto da varie specie di invertebrati acquatici, come vermi sipunculidi e policheti, crostacei, in particolare copepodi (Euterpina, Harpacticoida), granchi, anfipodi (Hyperiidea, Gammaridea), isopodi, gamberi e ostracodi, e molluschi sia cefalopodi che chitoni che bivalvi che gasteropodi.

### Riproduzione
È un pesce oviparo e la fecondazione è esterna. Inoltre è ermafrodita, e nel periodo riproduttivo diventa territoriale. Il cambiamento di sesso da femmina a maschio avviene all'incirca quando il pesce ha una dimensione di 10–11 cm.

## Conservazione
Questa specie viene classificata dalla lista rossa IUCN come "a rischio minimo" (LC) perché non è minacciata da particolari pericoli: infatti ha dimensioni troppo ridotte ed è troppo difficile da catturare a causa della sua diffidenza per essere di interesse per la pesca. È molto raro anche nell'acquariofilia.